# Antonia Maury
Antonia Caetana de Paiva Pereira Maury mais conhecida por  Antonia Maury (Philipstown, 21 de março de 1866 - Hastings, 8 de janeiro de 1952) foi uma astrônoma americana.

## Vida pessoal
Antonia Caetana de Paiva Pereira Maury nasceu no estado de Nova Iorque, em 1866. Ela recebeu esse nome em homenagem a sua avó materna, Antonia Caetana de Paiva Pereira, que pertencia a uma família nobre que fugiram de Portugal para o Brasil por conta das guerras de Napoleão Bonaparte. O pai de Maury foi o Reverendo Mytton Maury, um descendente direto do Reverendo James Maury e um dos filhos de Sarah Mytton Maury. A mãe de Maury foi Virginia Draper, filha de Antonia Caetana de Paiva Pereira Gardner, nascida no Brasil, e John William Draper.
Maury também era sobrinha de Henry Draper, astrônomos pioneiros. Como tal, a jovem Antonia e seus dois irmãos foram expostos a ciência em uma idade muito precoce. Antonia Maury estudou no Vassar College, graduando-se em 1887 com honras em física, astronomia e filosofia. Lá, ela estudou sob a tutela do renomado astrônomo Maria Mitchell.

## Carreira
Depois de completar sua graduação, Maury foi trabalhar no Observatório do Colégio de Harvard. Observou espectros estelares e publicou um catálogo importante de classificações em 1897. Edward Charles Pickering, diretor do observatório, discordou com o sistema de classificação e explicação das diferentes larguras de linha de Maury. Em resposta a esta reação negativa ao seu trabalho, ela decidiu deixar o observatório. No entanto, o astrônomo dinamarquês Ejnar Hertzsprung percebeu o valor de suas classificações e os usou em seu sistema de identificação de estrelas gigantes e anões.
Em 1908, Maury voltou a Harvard College Observatory, onde permaneceu por muitos anos. Sua obra mais famosa foi a análise espectroscópica da estrela binária Beta Lyrae, publicado em 1933.

## Prêmio
Em 1943 foi agraciada com o Prêmio Annie Jump Cannon de Astronomia pela Sociedade Astronômica Americana.